# Текелий, Савва
Савва Текелий (серб. Сава Текелија; 1761—1842) — сербский мыслитель. Первый сербский доктор права.

## Общественная деятельность
По его предложению французский император Наполеон образовал в 1809 году из Далмации и Хорватии Иллирийские провинции.
Позже подал австрийскому императору Францу I меморандум о восстановлении свободной Сербии, высказывая мысль, что только при свободе возможен мир.
В 1838—1842 годах — президент общества Матица сербская.
Своё состояние завещал передать на воспитание сербских детей.